# Sjenice, Podgorica
Sjenice este un sat din municipiul Podgorica, Muntenegru. Conform datelor de la recensământul din 2003, localitatea are 34 de locuitori (la recensământul din 1991 erau 26 de locuitori).

## Demografie
În satul Sjenice locuiesc 22 de persoane adulte, iar vârsta medie a populației este de 33,9 de ani (33,3 la bărbați și 34,6 la femei). În localitate sunt 12 gospodării, iar numărul mediu de membri în gospodărie este de 2,83.
Populația localității este foarte eterogenă.
|  |

| Demografie | Demografie | Demografie |
| An         | Locuitori  | Locuitori  |
| ---------- | ---------- | ---------- |
|            |            |            |
|            |            |            |
|            |            |            |
|            |            |            |
| 1948       | 109        |            |
| 1953       | 94         |            |
| 1961       | 71         |            |
| 1971       | 68         |            |
| 1981       | 50         |            |
| 1991       | 26         | 26         |
| 2003       | 34         | 34         |

| \| Componența etnică conform recensământului din 2003[2] \| Componența etnică conform recensământului din 2003[2] \| Componența etnică conform recensământului din 2003[2] \| Componența etnică conform recensământului din 2003[2] \| Componența etnică conform recensământului din 2003[2] \| \| ----------------------------------------------------- \| ----------------------------------------------------- \| ----------------------------------------------------- \| ----------------------------------------------------- \| ----------------------------------------------------- \| \| \| \| \| \| \| \| Muntenegreni \| Muntenegreni \| \| 19 \| 55,88% \| \| Sârbi \| Sârbi \| \| 12 \| 35,29% \| \| Albanezi \| Albanezi \| \| 1 \| 2,94% \| \| necunoscută \| necunoscută \| \| 0 \| 0% \| |              |  |    |        |
| Componența etnică conform recensământului din 2003 |              |  |    |        |
| |              |  |    |        |
| Muntenegreni | Muntenegreni |  | 19 | 55,88% |
| Sârbi | Sârbi        |  | 12 | 35,29% |
| Albanezi | Albanezi     |  | 1  | 2,94%  |
| necunoscută | necunoscută  |  | 0  | 0%     |